# Marius Nica
Marius Nica (Sânpetru, 27 novembre 1980) è un politico rumeno, membro del Partito Social Democratico e  Ministro delegato per i fondi europei nel Governo Tudose.

## Biografia
Dal 1999 al 2003 frequenta l'Accademia nazionale di intelligence mentre dal 2003 al 2005 la Scuola nazionale di studi politici e amministrativi laureandosi.
Già ministro dei fondi europei per otto mesi nel 2015, il 17 ottobre 2017 viene nominato ministro delegato per i fondi europei dopo che il ministro Rovana Plumb è stata accusata di corruzione e costretta a ritirarsi dal suo ufficio. Il 19 gennaio 2018 annuncia le proprie dimissioni effettive dal 22 gennaio 2018.